# Madhusudan Katti
 (décembre 2022).
Madhusudan Katti est un scientifique, spécialiste de l'environnement indo-américain, professeur agrégé d'écologie à l'Université d'État de la Caroline du Nord. Ses recherches portent sur l'écologie évolutive de la réponse des vertébrés aux modifications humaines des habitats.

## Enfance et éducation
Madhusudan Katti est né en Inde. Il fréquente l'Institute of Science de Mumbai, où il obtient un baccalauréat en zoologie en 1987. Au cours de ses études de premier cycle, il s'intéresse à la faune et au chant des oiseaux. Il rejoint le Wildlife Institute of India en tant qu'étudiant diplômé, où il étudie les sciences de la faune. Il déménage aux États-Unis pour des études supérieures et se spécialise en biologie. Ses recherches doctorales portent sur l'écologie et l'évolution des fauvettes des feuilles dans le Grand Himalaya,. Après avoir obtenu son doctorat, il devient écologiste de la réconciliation.

## Recherche et carrière
En 2016, Madhusudan Katti rejoint l'Université d'État de la Caroline du Nord via le programme d'excellence de la faculté. Ses recherches portent sur les animaux et les plantes dans les environnements urbains, en mettant l'accent sur l'amélioration de la biodiversité parmi les communautés habitées par l'homme. Il a également étudié l'impact des humains sur le comportement des animaux, par exemple, l'impact du bruit urbain sur le chant des oiseaux. Il dirige le projet Urban Long-Term Research Area - Fresno And Clovis Ecosocial Study (ULTRA-FACES), qui évalue l'impact mutuel de l'utilisation humaine de l'eau, de la politique de l'eau et de la biodiversité urbaine dans la Central Valley en Californie.
Il explore les moyens de « décoloniser la recherche écologique »,. Il a proposé que les efforts pour décoloniser l'écologie impliquent une réflexion individuelle, compte tenu des diverses manières de connaître et de communiquer la science, de comprendre les histoires, de décoloniser l'accès et l'expertise en science et de pratiquer l'écologie dans des équipes éthiques inclusives.
En 2022, il est nommé rédacteur en chef du Bulletin of the Ecological Society of America.

## Publications sélectionnées
- (en) Myla F J Aronson, Frank A La Sorte, Charles H Nilon, Madhusudan Katti, Mark A Goddard, Christopher A Lepczyk, Paige S Warren, Nicholas S G Williams, Sarel Cilliers, Bruce Clarkson, Cynnamon Dobbs, Rebecca Dolan, Marcus Hedblom, Stefan Klotz, Jip Louwe Kooijmans, Ingolf Kühn, Ian Macgregor-Fors, Mark J. McDonnell, Ulla Mörtberg, Petr Pysek, Stefan Siebert, Jessica Sushinsky, Peter Werner et Marten Winter, « A global analysis of the impacts of urbanization on bird and plant diversity reveals key anthropogenic drivers », Proceedings of the Royal Society B, Royal Society, vol. 281, no 1780,‎ 12 février 2014, p. 20133330 (ISSN 0962-8452 et 1471-2954, PMID 24523278, PMCID 4027400, DOI 10.1098/RSPB.2013.3330).
- Kinzig, Warren, Martin et Hope, « The Effects of Human Socioeconomic Status and Cultural Characteristics on Urban Patterns of Biodiversity », Ecology and Society, vol. 10, no 1,‎ 2005 (ISSN 1708-3087, DOI 10.5751/es-01264-100123, lire en ligne)]
- Warren, Katti, Ermann et Brazel, « Urban bioacoustics: it's not just noise », Animal Behaviour, vol. 71, no 3,‎ mars 2006, p. 491–502 (ISSN 0003-3472, DOI 10.1016/j.anbehav.2005.07.014, S2CID 53154343, lire en ligne)